# Orhan Taşdelen
Orhan Taşdelen (Gaziantep, 6 febbraio 1987) è un ex calciatore turco, di ruolo difensore.

## Palmarès

### Club

#### Competizioni nazionali
- Coppa di Turchia: 1

Akhisar Belediyespor: 2017-2018